# دان فلوريك
دان فلوريك (بالإنجليزية: Dann Florek)‏ ممثل ومخرج أمريكي بدأ مشواره الفني في عام 1983.

## روابط خارجية
- دان فلوريك على موقع IMDb (الإنجليزية)
- دان فلوريك على موقع ألو سيني (الفرنسية)
- دان فلوريك على موقع أول موفي (الإنجليزية)
- دان فلوريك على موقع قاعدة بيانات برودواي على الإنترنت (الإنجليزية)
- دان فلوريك على موقع قاعدة بيانات الأفلام السويدية (السويدية)
- دان فلوريك على موقع إن إن دي بي (الإنجليزية)
- دان فلوريك على موقع قاعدة بيانات الفيلم (الإنجليزية)
- دان فلوريك على موقع كينوبويسك (الروسية)